# مالو گرادیشته
مالو گرادیشته (به صربی: Malo Gradište) یک منطقهٔ مسکونی در صربستان است که در مالو تسرنیچه واقع شده‌است. مالو گرادیشته ۳۷۷ نفر جمعیت دارد.